# Max Westenhöfer
Maximilian Joseph Johann Westenhöfer Knell (Westenhoefer o Westenhöfer) fue un patólogo, biólogo y académico alemán. Nació en Ansbach, Baviera, en 1871 y murió en Santiago de Chile en 1957. Max Westenhöfer fue discípulo de Rudolf Virchow, posteriormente profesor de Anatomía Patológica en la Universidad de Berlín y en la Universidad de Chile, donde estableció la enseñanza de la patología en Chile. Fue además autor de la hipótesis del simio acuático en la evolución humana.

## Vida pública
Hijo del profesor Johan Karl Westenhoeffer y de Juana Knell. En 1890 ingresó en la Academia Real Médico-quirúrgica Federico Guillermo, abandonándola por unos meses en 1891 para cumplir el servicio militar. Tras graduarse en 1895 es nombrado teniente médico del Regimiento de infantería N.º 143. Para 1907 era jefe del Servicio de Autopsia del Hospital Moabit de Berlín, Secretario de la Sociedad Médica y redactor del periódico de dicha institución.
En 1908 fue contratado por Augusto Matte, un agente del gobierno chileno, para impartir clases de Anatomía Patológica en la Facultad de Medicina de la Universidad de Chile. A su llegada, promovió la dedicación en jornada completa a la enseñanza y la investigación, un enfoque resistido por los médicos chilenos, quienes veían en la docencia un medio para aumentar su reputación frente a la clientela privada.

## La expulsión
En 1911 publicó lo que se denominará el Informe Westenhofer, siendo en realidad cinco artículos para la revista Berliner Klinische Wochenschrift, donde describirá duramente las condiciones sanitarias y costumbres higiénicas del país que lo acogía. Esto le significó protestas de una parte de la sociedad, de sus colegas y de los principales diarios del país, lo que finalmente llevó al gobierno a expulsarlo del país. Sin embargo, una vez conocido el informe por la opinión pública, la Federación de Estudiantes de Chile FECH, estudiantes, algunos sindicatos representados por la Federación Obrera de Chile y Malaquías Concha, el representante del Partido Demócrata, y otros partidos de izquierda le apoyarán y protestarán por su expulsión. En agosto de 1911 se realizó una masiva marcha y concentración de personas desde la Universidad de Chile hasta la sede de un diario local para protestar por su expulsión y presentar un recurso judicial para impedirla, el cual no llegó a aprobarse antes de la partida.

## Aportes científicos
En su informe en Chile hace estudios sobre la Sífilis, aportando datos apoyando la "Hipótesis Colombina" en la aún actual controversia sobre el origen de esta enfermedad. Westenhöfer observa el poco efecto que tiene la enfermedad en portadores indígenas y los terribles efectos que sufren los infectados de origen europeo, lo cual le lleva a afirmar que corresponde a una E.T.S. existente en América previa a la conquista europea.
En 1942, publicó el libro Der Eigenweg des Menschen traducido como "El camino al hombre", donde plantea una discutida Hipótesis del simio acuático. Dicha teoría plantea que la evolución del mono en un momento fue en el litoral, donde se transformó en un mono sin pelos, con más grasa, de posición vertical, etc. Sin embargo, a pesar de las características planteadas, no se han encontrado pruebas reales de esta teoría (actualmente se le considera seudociencia).

## Regreso a Chile
Tras su partida en 1911, el Dr. Westenhöfer participó como cirujano militar del ejército alemán en la Primera Guerra Mundial, obteniendo la condecoración Cruz de hierro. Una vez terminado el conflicto bélico, Westenhöfer retornó a la Universidad de Berlín como profesor de patología. Westenhofer volvió a Chile en 1929 por unos años, regresando a Alemania, donde publicó su libro en plena época del nazismo.
Al terminar la Segunda Guerra Mundial, regresa a Chile y retoma su trabajo en la Universidad. Por sus aportes fue condecorado con la medalla de la Orden al Mérito Bernardo O’Higgins por el gobierno de Chile. Entre sus alumnos de su segundo viaje a Chile estaba Salvador Allende, futuro presidente de Chile, en quien tuvo cierta influencia en lo referente a la medicina social. Westenhöfer murió en 1957 en Santiago de Chile, lugar que consideraba su segunda patria, siendo enterrado en el Cementerio General de Santiago. Su legado en el desarrollo de la anatomía patológica en Chile fue continuado por sus alumnos, especialmente el Profesor Ismael Mena, en la Universidad de Chile, y el Profesor Roberto Barahona Silva (1908-1982), fundador del Departamento de Patología de la Pontificia Universidad Católica de Chile, tradición continuada en esta casa de estudios por el Profesor Benedicto Chuaqui Jahiatt (1934-2003).

## Vida personal
Westenhöfer se casó dos veces. Del primer matrimonio con Anna Maria tuvo tres hijos: Grete, que nació en Chile, y Rudolf que se educó en el Colegio Alemán de Santiago. Sólo Wolf sobrevivió a la guerra y vivió en Berlín. Su segundo matrimonio fue con Jutta Windmüller, quien le sobrevivió.

## Algunas publicaciones
- Westenhofer, Max. 1927. On the preservation of ancestor’s characteristics in human beings

ver  Fotografías de su texto y una descripción de sus teorías. (en inglés)
- Max Westenhofer „Das Problem der Menschwerdung” – Berlín: Nornen-Verl., 1935
- Max Westenhöfer: „Die Grundlagen meiner Theorie vom Eigenweg des Menschen“ – Heidelberg: Winter-Verl., 1948
- Max Westenhöfer: „Le problème de la genèse de l’homme“ – Condensé et annoté par * Serge Frechkop – Bruxelles:Sobeli, 1953
- Westenhöfer, Max: Der Eigenweg des Menschen: dargestellt auf Grund von vergleichend morphologischen Untersuchungen über die Artbildung und Menschwerdung. Berlín: Die Medizinische Welt, 1942
- Westenhöfer, Max: Die Grundlagen meiner Theorie vom Eigenweg des Menschen: Entwicklung, Menschwerdung, Weltanschauung. Heidelberg: Winter, 1948